# Ligne ondulée souscrite
Cette page contient des caractères spéciaux ou non latins. S’ils s’affichent mal (▯, ?, etc.), consultez la page d’aide Unicode.
La ligne ondulée souscrite est un diacritique de l’alphabet latin utilisé dans la transcription phonétique Teuthonista, notamment dans Atlas linguistique de la Suisse alémanique (Sprachatlas der deutschen Schweiz, SDS). Il se présente comme une ligne horizontale ondulée au-dessous d’une lettre. Il modifie la valeur du son représenté par la lettre. Il n’est pas à confondre avec le tilde souscrit ou la mouette souscrite auquel elle ressemble.

## Utilisation
Clement Martyn Doke a utilisé la ligne ondulée souscrite pour la vibration de l’épiglotte de voyelles ou de consonnes nasales syllabiques, par exemple [ɔ᪶] ou [m᪶]. 
La ligne ondulée souscrite est utilisé dans la transcription phonétique Teuthonista du Atlas linguistique de la Suisse alémanique (SDS), par exemple dans la transcription Haupttuch (« foulard ») de Reckingen (WS 32) họ᪽᪶̈i̯᪶tlu᪷mpə ou d’Issime (IT 1) as̤luhw᪶u᪶o᪶l’ekkəntsopt, dans la transcription de Beule (« bosse ») d’Issime (IT 1) æ᪶mbọ̈̄ulu᪸ ou de Pomat (IT 8) æmbị̇̄lo᪶ ou dans la transcription de wegstossen (« repousser ») d’Andwil (SG 5) ọ́m᪶əšọpfə ou d’Alagna (IT 3) bi᪸̇̑ŋke et g̣᪶ᵊbi᪸̇̑ŋgd au participe parfait.

## Représentation informatique
La ligne ondulée souscrite est codée dans le codage Unicode à l’aide du caractère (U+1AB6, ◌᪶) combinable avec une lettre.